# Juncus tobdeniorum
Juncus tobdeniorum är en tågväxtart som beskrevs av Henry John Noltie. Juncus tobdeniorum ingår i släktet tåg, och familjen tågväxter. Inga underarter finns listade i Catalogue of Life.